# 江戸っ子判官とふり袖小僧
『江戸っ子判官とふり袖小僧』（えどっこはんがんとふりそでこぞう）は、1959年（昭和34年）7月26日公開の日本映画である。東映製作・配給。監督は沢島忠、主演は片岡千恵蔵。カラー、東映スコープ、86分。
片岡千恵蔵が遠山金四郎を演じた『いれずみ判官』シリーズの第15作で、シリーズ最高傑作の呼び声も高い。

## スタッフ
- 監督：沢島忠
- 脚本：鷹沢和善
- 原作：小国英雄
- 企画：玉木潤一郎
- 撮影：伊藤武夫
- 音楽：高橋半
- 美術：吉村晟
- 編集：宮本信太郎
- 主題歌：「振袖小僧」（米村正夫作詞・作曲、美空ひばり唄）

## キャスト
- 遠山金四郎：片岡千恵蔵
- お銀：喜多川千鶴
- 小雪：雪代敬子
- しのぶ：花園ひろみ
- 富士見の島蔵：月形龍之介
- 儀造：加賀邦男
- 府中の仙太：徳大寺伸
- 木鼡吉次：片岡栄二郎
- すばしりの虎：花房錦一
- 四谷の藤兵ヱ：沢村宗之助
- 箱根の山賊頭：上田吉二郎（東宝）
- 三河屋久六：阿部九洲男
- 亀屋東西：田中春男
- 清太郎：島ひろし
- お夏：ミスワカサ
- 箱根の関所役人：明石潮
- 穴の隠居：武田正憲
- 平助：瀬川路三郎
- 箱根の山賊：小田部通麿
- うどん屋の客：赤木春恵
- 音羽の甚右ヱ門：尾上華丈
- 牢役人：遠山恭二
- ふりそで小僧・おえん：美空ひばり